# Assaracos
Dans la mythologie grecque, Assaracos (en Ασσάρακος / Assárakos) est le deuxième fils de Tros, héros éponyme de la Troade et de Troie.
Il épouse Hiéromnémé dont il a Capys. Il est donc l'aïeul d'Anchise, le père d'Énée. Il a régné sur la Dardanie.

## Source
- Pseudo-Apollodore, Bibliothèque [détail des éditions] [lire en ligne] (III, 12, 2).

## Citation
« Voyez : ces murs hauts et magnifiques gisent confusément amoncelés, les toits ont été incendiés, les flammes environnent le palais et l’on voit une fumée vaste sortir de toute la demeure d’Assaracos. »

— Sénèque, Les Troyennes (Troades), vers 15-17 (traduction Léon Herrmann)